# Elke Gryglewski

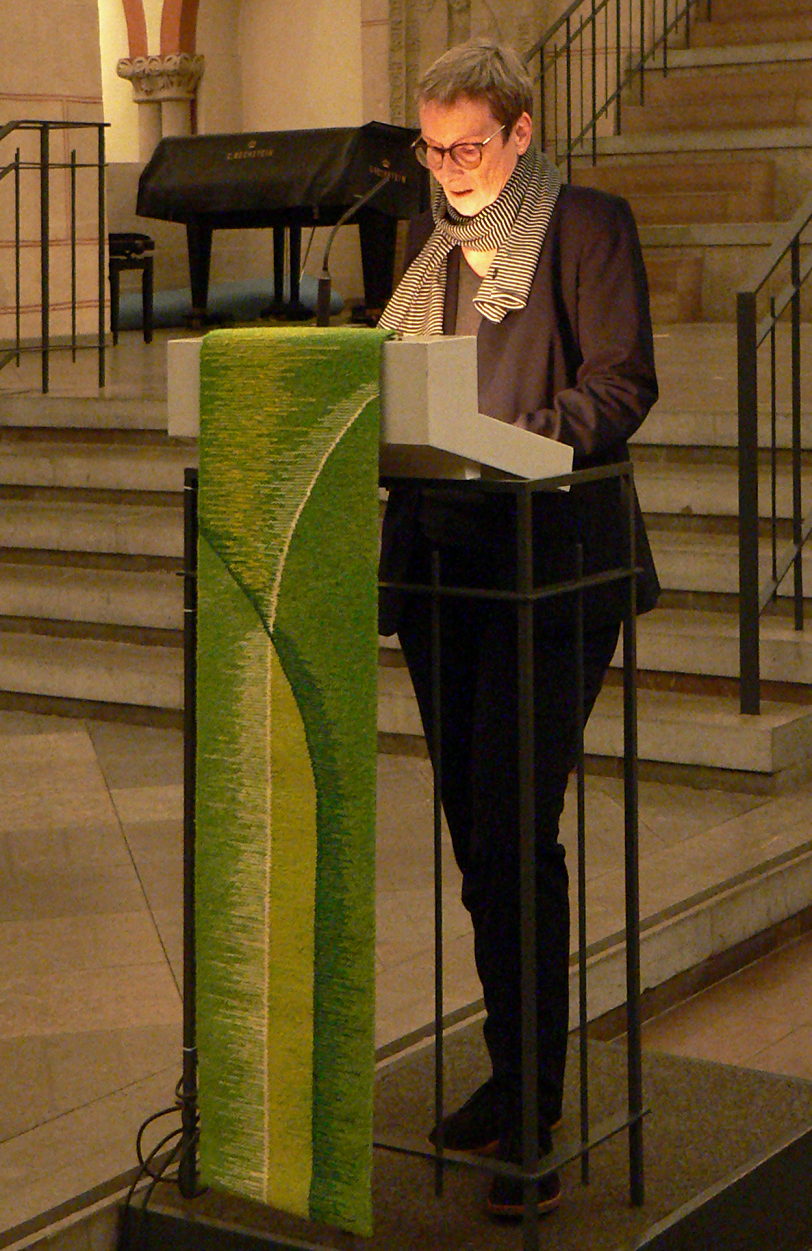
Elke Gryglewski, 2024

Elke Gryglewski (* 1965) ist eine deutsche Politikwissenschaftlerin und Geschichtsdidaktikerin. 2021 trat sie die Nachfolge von Jens-Christian Wagner als Geschäftsführerin der Stiftung niedersächsische Gedenkstätten und als Leiterin der Gedenkstätte Bergen-Belsen an.
Ihre Forschungsschwerpunkte betreffen überwiegend den Nationalsozialismus nach 1945 und den Umgang damit in der diversen deutschen Gesellschaft.

## Werdegang
Von 1989 bis 1995 betrieb Elke Gryglewski das Studium der Politikwissenschaften an der Ludwig-Maximilians-Universität München, der Freien Universität Berlin und der Lateinamerikanischen Fakultät für Sozialwissenschaften in Santiago de Chile. Anschließend betätigte sie sich in der Bildungsarbeit mit Erwachsenen und Jugendlichen.
Von 1995 bis 2015 war Elke Gryglewski wissenschaftlich-pädagogische Mitarbeiterin, 2015–2020 stellvertretende Direktorin und Leiterin in der Gedenk- und Bildungsstätte Haus der Wannsee-Konferenz.
In den Jahren 2007–2012 arbeitete sie an ihrer Dissertation zum Thema „Arabisch-palästinensische und türkische Berliner Jugendliche in ihrem Verhältnis zu Nationalsozialismus und Shoah. Eine Studie zur Pädagogik der Anerkennung“.

## Arbeiten
Am 4. November 2008 beauftragte die Bundesregierung ein unabhängiges Expertenteam, einen Bericht zum Antisemitismus in Deutschland zu erstellen. Elke Gryglewski war bis 2012 Mitglied dieses ersten unabhängigen Expertenkreises Antisemitismus.
Anfang 2015 wurde ein neuer zweiter Expertenkreis zusammengestellt. Auch in diesem Gremium war sie bis 2017 als Mitglied vertreten.
2017 forderte der Deutsche Bundestag, die Bundesregierung solle die Verbrechen der Colonia Dignidad aufklären. Eine deutsch-chilenische Regierungskommission beschloss eine Gedenkstätte bzw. einen Gedenkort auf dem Gelände dieses
Siedlungsareals in Chile zu errichten.
Es wurden vier Experten aus Deutschland und Chile damit beauftragt die Gestaltung dieser Gedenkstätte und die Geschichte der Colonia Dignidad zu erarbeiten. Von deutscher Seite wurden Elke Gryglewski und Jens-Christian Wagner vom Auswärtigen Amt dafür berufen. Im Juni 2021 wurde ein Konzept vorgestellt. Eine Gedenkstätte gab es bis 2025 noch nicht.

## Veröffentlichungen
- Führeinander, Ein didaktisches Konzept zur arbeitsteiligen, wechselseitigen Führung durch die Dauerausstellung im Haus der Wannsee-Konferenz zum Thema Juden unter nationalsozialistischer Herrschaft – Entrechtung, Vertreibung Vernichtung, Berlin 2000
- mit Verena Haug, Gottfried Kößler, Christa Schikorra (Hrsg.): Gedenkstättenpädagogik. Kontext, Theorie und Praxis der Bildungsarbeit zu NS-Verbrechen, Berlin 2015, ISBN 978-3-86331-243-5.